# Лузганки
Лузганки — посёлок в Дубровском районе Брянской области, в составе Сергеевского сельского поселения.
Расположен в 2 км к западу от деревни Барковичи. Постоянное население с 2001 года отсутствует.
Упоминается с конца XIX века как хутор; до 1922 года входил в Лутенскую волость Брянского уезда. В 1922—1929 в Людинковской волости; с 1929 в Дубровском районе. С 1920-х гг. до 1959 входил в Деньгубовский сельсовет.
| Годы      | 1926 | 1979 | 1989 | 2002 | 2010 |
| --------- | ---- | ---- | ---- | ---- | ---- |
| Население | 66   | 30   | 16   | 0    | 0    |